# Стари мост
 Тази статия е за моста в Мостар.  За моста в Братислава вижте Стари мост (Братислава).  
Стари мост е пешеходен мост над река Неретва в старата част на град Мостар, Босна и Херцеговина.
Изграден е през 1557–1566 г. от османския архитект от християнски произход Синан (наричан още Коджа Мимар Синан ага), а според някои легенди – от неговия ученик Мимар Хайредин. На неговото място преди това е имало дървен мост, който висял окачен на вериги и се люлеел толкова силно, че когато хората трябвало да го преминат, те били обземани от смъртен страх, както разказва османският историограф Хаджи Калфа. Според една от легендите архитектът Мимар Хайредин, натоварен със задачата да построи този уникален за времето си мост под заплаха от смърт, ако не се справи, за деня на откриването, когато скелето поддържащо моста трябвало да бъде отстранено, бил подготвил собственото си погребение, тъй като не знаел дали се е справил.
Мостът е дълъг 30 м и се издига на 20 м над Неретва в най-високата си точка. При построяването му Старият мост е най-големият с такава арка в света. Охранява се от 2 кули: кулата Хелебия и кулата Тара, наричани още „Пазителите на моста“ или „мостари“.
Когато през XVII век османският пътешественик Евлия Челеби посещава града, той пише за моста:„Той е като дъга, извисяваща се до небесата, простираща се от една скала до друга... Аз, клетият роб на Аллах, минах през 16 страни, но досега не бях виждал толкова висок мост, хвърлен от скала до скала толкова висока, колкото небето.“
Стари мост е в списъка на ЮНЕСКО на световното културно наследство от 2005 г.
На 9 ноември 1993 г., по време на войната в Босна и Херцеговина, мостът е разрушен. През 1995 г. започва реконструирането му и на 23 юли 2004 г. пред представители на 60 държави, е открит официално.
Мостът символизира връзката между етносите в Херцеговина – хървати и босненци, както Вишеградският мост в Босна символизира връзката между босненци и сърби.

## Галерия
- Оригиналният Стари мост през 1970 г.
- Стари мост през 2008 г.
- Временният мост, който е издигнат на мястото на разрушения през войната Стари мост, през 1997 г.
- 22-годишният канадски турист Тревор скача от моста срещу такса от 25 евро
- Западният вход към моста
- Източната кула на Стари мост
- Стъпалата на Стари мост